# Equação de autovalores
Uma equação de autovalores é uma equação onde, simultaneamente, se determina uma coleção de autovalores e uma coleção de autovetores na forma:
{\displaystyle \Lambda \Phi =\lambda \Phi }
em que
- Λ é um operador
- λ é um autovalor e
- Φ é uma autofunção

Ao conjunto de autovalores se dá  o nome de espectro de autovalores e ao conjunto de autofunções se dá o nome de espectro de autofunções. No âmbito da mecânica quântica, por exemplo, as autofunções são chamados de autovetores pois estas soluções são linearmente independentes.